# Флора Атакамы

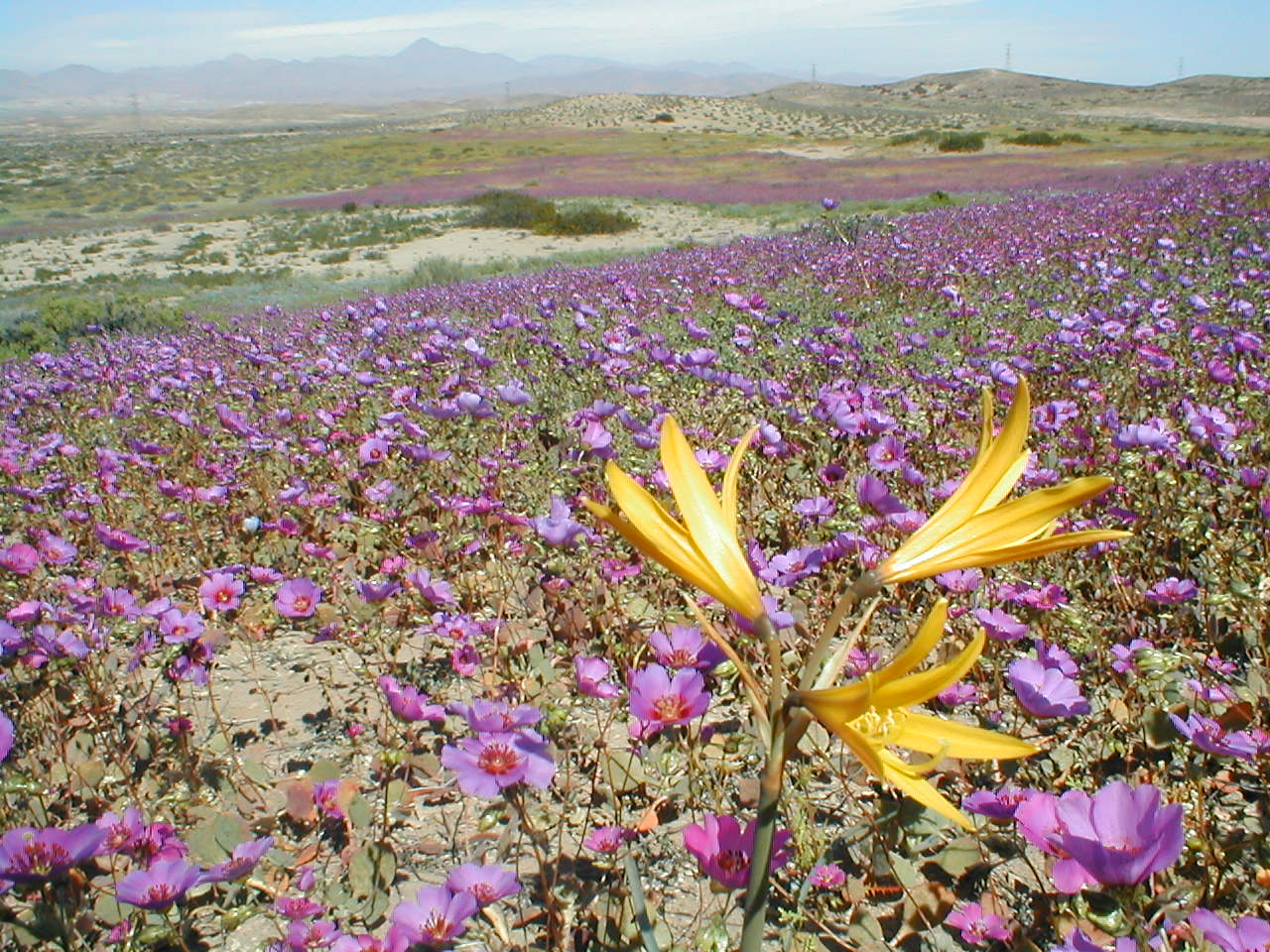
Цветущая пустыня

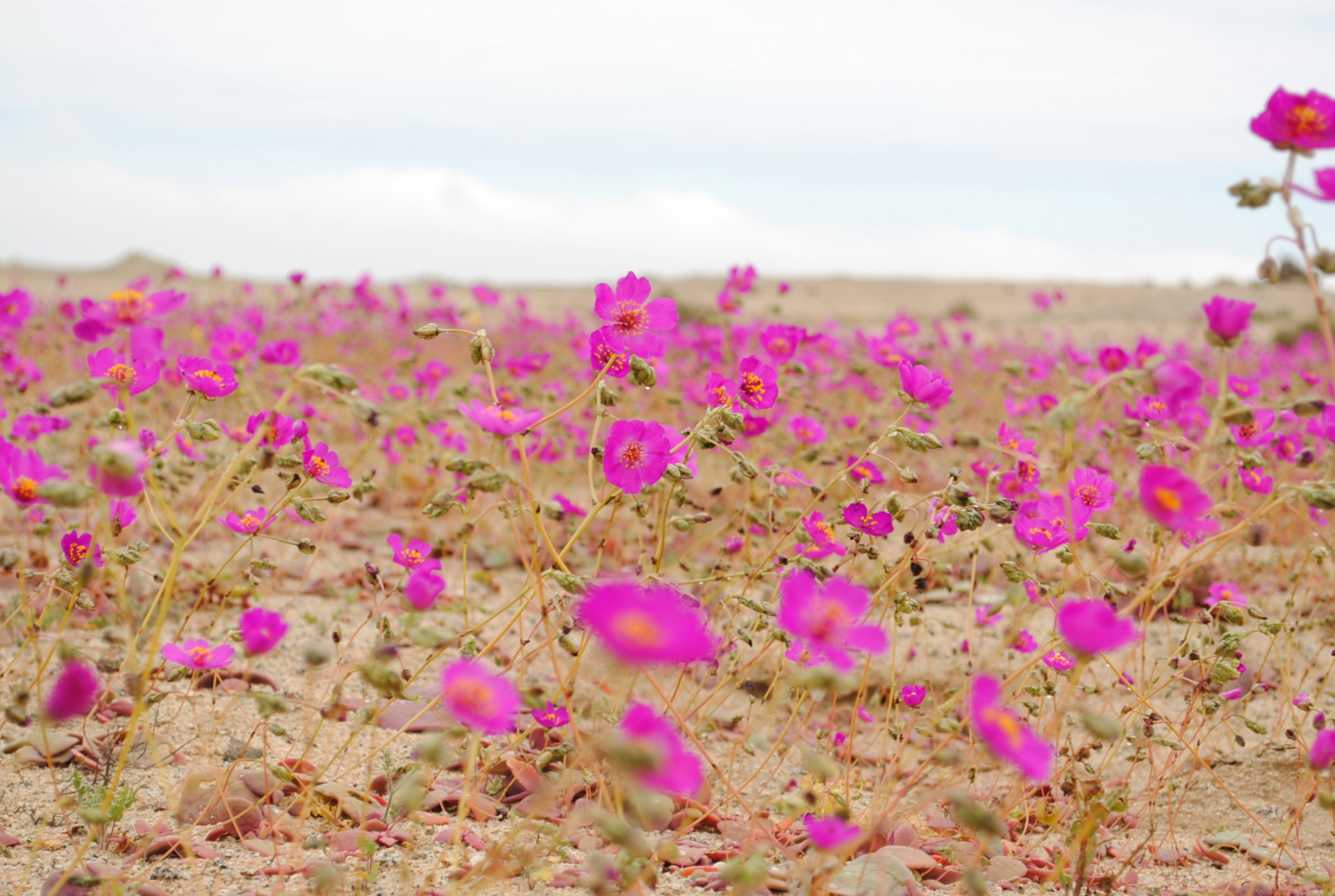
Цветение каландринии (цистанте) крупноцветковой

Флора самой засушливой в мире пустыни Атакама (Чили) отличается нестабильной вегетацией. Она строго ограничена временными рамками относительно более благоприятного дождевого периода, обычно совпадающего с фазами Эль-Ниньо.

## Описание
Из-за положения пустыни в южном полушарии климатическая весна в Атакаме наблюдается в период между сентябрём и ноябрём, когда в пустыне случаются ливни, а высохшие русла рек заполняются временными водотоками. Тогда же начинается бурное, но кратковременное цветение местных трав и особенно луковичных растений, запасающих влагу на долгие годы. Данный феномен получил название цветущая пустыня. Активная вегетация происходит только в относительно более увлажнённые годы. Цветение сопровождается периодом бурного размножения насекомых, птиц и ящериц. Данный феномен наиболее чётко проявляется на территории от города Валленар на юге до города Копиапо на севере, затрагивая как прибрежную, так и проандскую зону пустыни с сентября до ноября в годы, когда климатическое явление Эль-Ниньо наиболее ярко выражено. В такие годы количество осадков весной максимально.
Среднегодовое кол-во осадков в Атакаме составляет 12,0 мм. В 1991 и 1997 году эта норма была превышена в 4-9 раз. Поэтому именно в эти годы наблюдалось наиболее бурное цветение растений.

## Виды
Цветущие растения пустыни представлены более чем 200 видами, многие из которых — эндемики. Набор видов меняется при движении от береговой линии к горам. Основные виды — следующие: львиная лапка, лапка гуанако, аньяньюка.